# Ocyptamus nero
Ocyptamus nero är en tvåvingeart som först beskrevs av Charles Howard Curran 1939.  Ocyptamus nero ingår i släktet Ocyptamus och familjen blomflugor.
Artens utbredningsområde är Guyana. Inga underarter finns listade i Catalogue of Life.